# 1069 (szám)
Az 1069 (római számmal: MLXIX) az 1068 és 1070 között található természetes szám.

## A szám a matematikában
A tízes számrendszerbeli 1069-es a kettes számrendszerben 10000101101, a nyolcas számrendszerben 2055, a tizenhatos számrendszerben 42D alakban írható fel.
Az 1069 páratlan szám, prímszám. Kanonikus alakja 10691, normálalakban az 1,069 · 103 szorzattal írható fel. Két osztója van a természetes számok halmazán, ezek növekvő sorrendben: 1 és 1069.
Az 1069 negyvenkét szám valódiosztó-összegeként áll elő, ezek közül a legkisebb a 2451.

## Csillagászat
- 1069 Planckia kisbolygó